# 肥塚古墳群
肥塚古墳群（こいづかこふんぐん）は、埼玉県熊谷市にある古墳群。
かつて13基の古墳が認められたが、現存している古墳は4基である。平成4年に墳丘の残っている3基で発掘調査が行われた。

## 主な古墳
- 肥塚古墳

「熊谷56号墳」と編号されている。墳丘は、中央から南側が大きく破壊されているが、南北22メートル・高さ2.8メートルである。主体部は、角閃石安山岩を用いた強い胴張りのある横穴式石室で、北半分の玄室の奥壁と左右側壁の一部が現存する。
- 古塚古墳

かつて諏訪神社境内にあったとされる古墳。形状・規模は不明。この古墳から掘り出されたとされる石棺が成就院境内に展示されている。凝灰岩製で、一部が残り原形は失われている。深さ0.5メートル・蓋石長2.4メートル・幅1.2メートル。昭和53年11月3日付けで市指定有形文化財に指定された。ほかの出土品は伝わっていない。